# Довгань Василь Володимирович
Васи́ль Володи́мирович Довгань (нар. 1 січня 1986, Волочиськ) — головний сержант роти 8-го окремого полку спеціального призначення Збройних сил України.

## З життєпису
На виборах до Хмельницької обласної ради 2015 року балотувався від партії «За конкретні справи». На час виборів проживав у Волочиську, був головним спеціалістом відділу Управління Держінспекції сільського господарства.

## Нагороди
19 липня 2014 року — за особисту мужність і героїзм, виявлені у захисті державного суверенітету та територіальної цілісності України, вірність військовій присязі під час російсько-української війни, відзначений — нагороджений:[джерело?]
- орденом «За мужність» III ступеня
- нагрудним знаком «За зразкову службу»
- почесним нагрудним знаком начальника Генерального штабу — Головнокомандувача Збройних Сил України «За заслуги перед Збройними Силами України»